# Чен Юйцзє
Чен Юйцзє (22 вересня 2005) — китайська плавчиня.
Учасниця Олімпійських Ігор 2020 року, де в естафеті 4x100 метрів вільним стилем її збірна посіла 7-ме місце.